# 阮黃飛宇
阮黃飛宇（Nguyễn Hoàng Phi Vũ，1999年6月27日—）是一名越南射箭運動員。他參加2020年夏季奧林匹克運動會射箭比賽男子個人項目。